# Den tapre Svigermoder
Den tapre Svigermoder è un cortometraggio muto del 1915 sceneggiato e diretto da Lau Lauritzen Sr..
Il film segna il debutto cinematografico di Frederik Fuglsang, il direttore della fotografia che, nel 1917, avrebbe lasciato la Danimarca per andare in Germania, dove sarebbe rimasto a lavorare fino al 1938.

## Trama
Hyllesen è un proprietario che vive soddisfatto e felice. Un giorno, però, gli arriva la notizia che sta arrivando in visita la suocera. Hyllesen raduna tutti i lavoranti della fattoria, chiedendo la loro collaborazione per mettere in imbarazzo la scomoda ospite e indurla a levare le tende al più presto. Le cose però non procedono come lui si era immaginato. Infatti la signora gli annuncia che, pur avendo progettato all'inizio di fermarsi solo per due settimane, alla fine si è tanto divertita che ha deciso di prolungare la visita per alcuni mesi.

## Produzione
Il film fu prodotto dalla Nordisk Film.

## Distribuzione
Venne distribuito in Danimarca nel 1915.